# Discovery Times Square Exposition

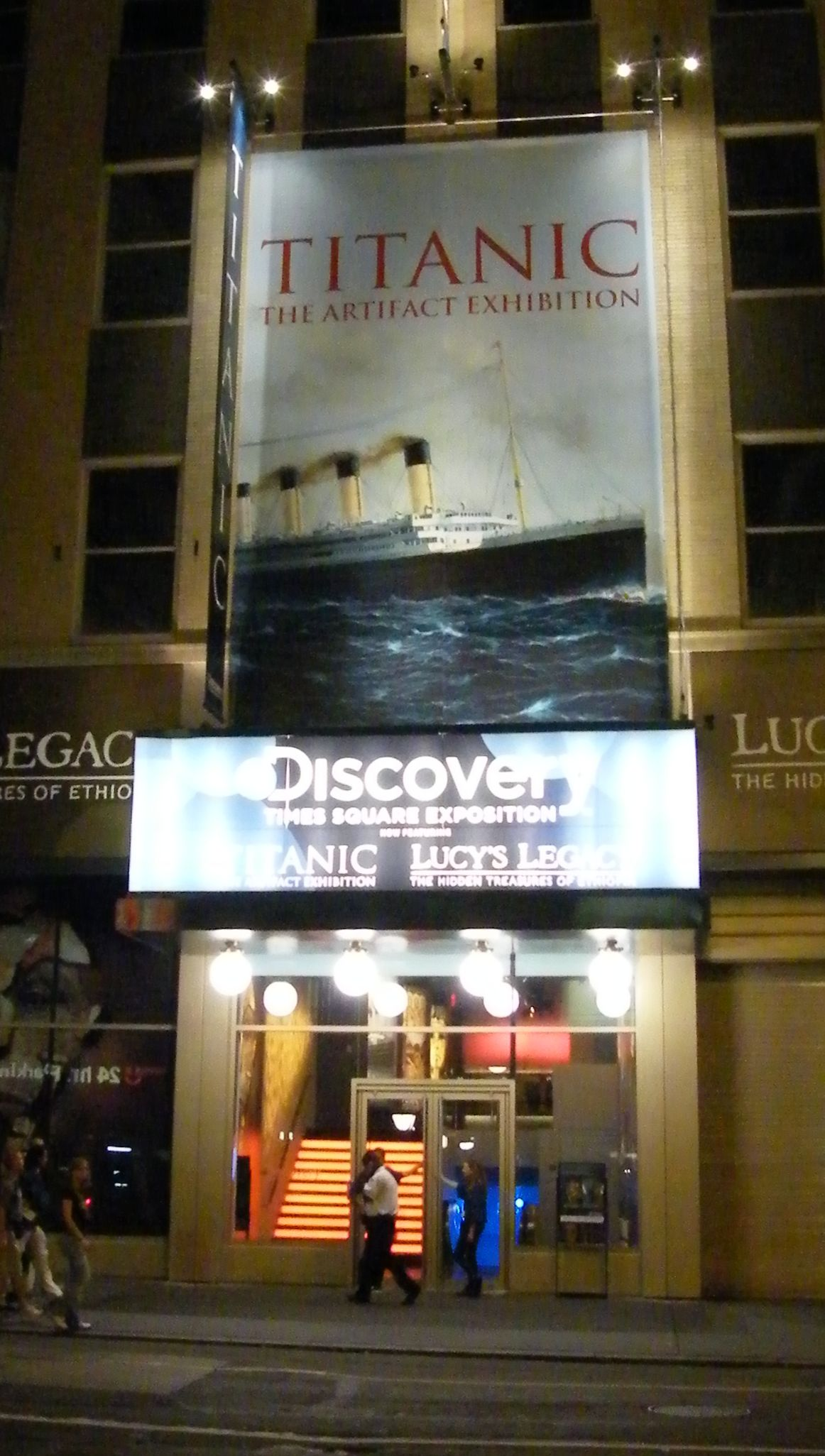

O Discovery Times Square Exposition é um espaço para exposições localizado na 226 West 44th Street, em Nova Iorque. Foi inaugurado em 24 de junho de 2009 e é especializado em exposições itinerantes. Ele tem 60 000 metros quadrados de espaço para as exposições. É um dos três locais do tipo que atende os turistas da Times Square (os outros são o Madame Tussauds e Ripley Believe It or Not!).
Operado pela Discovery Communications e Running Subway Productions, está localizado na Times Square no porão da antiga área de impressão do The Times Square Building (antes chamado de New York Times Building).
Seu objetivo é "criar um lar para as exposições itinerantes que os museus locais considerem muito grandes, caras, e também não-disciplinares ou comerciais demais para a seu intuito de ser sem fins lucrativos". 